# Дејан Парезановић
Дејан Парезановић (Краљево, 16. април 1994) је српски фудбалер који игра на позицији левог бека.

## Каријера
Као рођени Краљевчанин, Парезановић је прошао све млађе категорије локалне Слоге и за први тим дебитовао 2012. године. После сезоне проведене у Партизану са Бумбаревог Брда, вратио се у матични клуб, где је остао до краја 2015. године. Почетком 2016, Парезановић је приступио Бежанији, да би након 6 месеци прешао у суботички Спартак. Као играч Спартака, бива уступљен Бачкој 1901 и Оџацима.